# Флаг Пашского сельского поселения
Флаг муниципального образования Пашское сельское поселение Волховского муниципального района Ленинградской области Российской Федерации — опознавательно-правовой знак, служащий официальным символом муниципального образования.
Флаг утверждён 18 сентября 2008 года и внесён в Государственный геральдический регистр Российской Федерации с присвоением регистрационного номера 4361.

## Описание флага
«Флаг муниципального образования Пашское сельское поселение Волховского муниципального района Ленинградской области представляет собой прямоугольное полотнище с отношением ширины флага к длине 2:3, воспроизводящее композицию герба муниципального образования Пашское сельское поселение Волховского муниципального района Ленинградской области в синем, белом и жёлтом цветах».
Геральдическое описание герба гласит: «В лазоревом (синем, голубом) поле с волнистой, восьмикратно волнисто пересечённой оконечностью, обременённой золотой лодкой — серебряный, отделанный золотом, с золотой перевязью, уложенной в петлю, заполненную лазурью, внутри которой — золотая звезда, охотничий рог».

## Обоснование символики

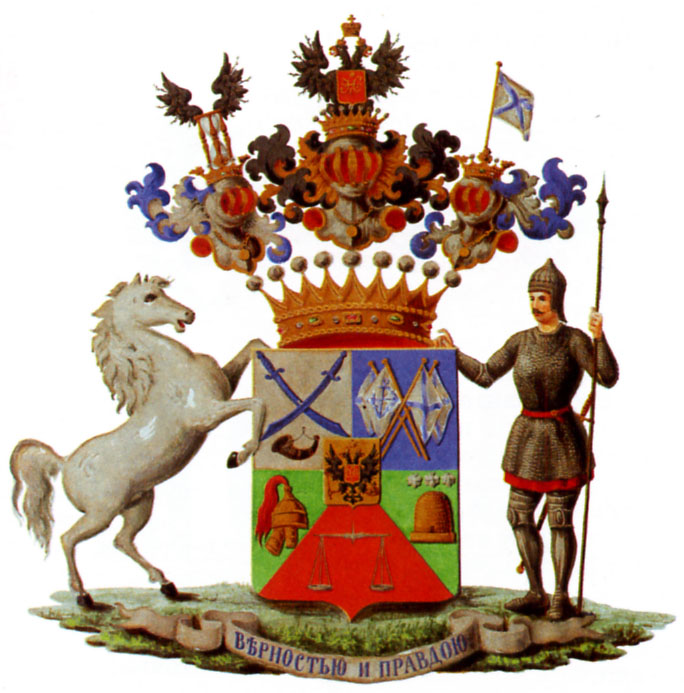
Герб рода Мордвиновых

Флаг составлен на основании герба муниципального образования, в соответствии с традициями и правилами геральдики и отражает исторические, культурные, социально-экономические, национальные и иные местные традиции.
Жёлтая лодка на волнистых полосах символизирует лесозаготовку и лесосплав.
Белый рог, символизирующий охотничий промысел, взят из герба рода Мордвиновых — одних из крупных местных землевладельцев.
Синий цвет (лазурь) — символ красоты, любви, мира и возвышенных устремлений. Цвет протекающих по территории муниципального образования рек.
Жёлтый цвет (золото) — символ божественного сияния, благодати, прочности, величия, солнечного света. Символизирует также могущество, силу, постоянство, знатность, справедливость, верность.
Белый цвет (серебро) — чистота помыслов, искренность, правдивость, невинность, благородство, откровенность, непорочность, надежда.